# 梅諾米尼 (伊利諾伊州)
梅諾米尼（英語：Menominee）是位於美國伊利諾伊州喬戴維斯縣的一個村落。

## 地理
梅諾米尼的座標為42°28′29″N 90°32′32″W / 42.47472°N 90.54222°W，而該地最高點為海拔高度232米（即761英尺）。

## 人口
根據2010年美國人口普查的數據，梅諾米尼的面積為4.96平方千米，當中陸地面積為4.96平方千米，而水域面積為0.00平方千米。當地共有人口248人，而人口密度為每平方千米50人。